# Beloit (condado de Rock, Wisconsin)
Beloit es un pueblo ubicado en el condado de Rock en el estado estadounidense de Wisconsin. En el Censo de 2010 tenía una población de 7.662 habitantes y una densidad poblacional de 110,02 personas por km².

## Geografía
Beloit se encuentra ubicado en las coordenadas 42°33′10″N 89°4′24″O / 42.55278, -89.07333. Según la Oficina del Censo de los Estados Unidos, Beloit tiene una superficie total de 69.64 km², de la cual 67.87 km² corresponden a tierra firme y (2.55%) 1.77 km² es agua.

## Demografía
Según el censo de 2010, había 7.662 personas residiendo en Beloit. La densidad de población era de 110,02 hab./km². De los 7.662 habitantes, Beloit estaba compuesto por el 87.3% blancos, el 5.57% eran afroamericanos, el 0.27% eran amerindios, el 0.95% eran asiáticos, el 0.03% eran isleños del Pacífico, el 3.51% eran de otras razas y el 2.36% pertenecían a dos o más razas. Del total de la población el 6.67% eran hispanos o latinos de cualquier raza.